# 新竹機務段
新竹機務段（しんちくきむだん）は台湾の台湾鉄路管理局機務処に所属する車両検修組織。桃園市楊梅区の富岡車両基地を主要な拠点とし、主に縦貫線 (北段)および内湾線、六家線の旅客車両、北部の貨物車両の検修、洗浄を担当している。

## 組織

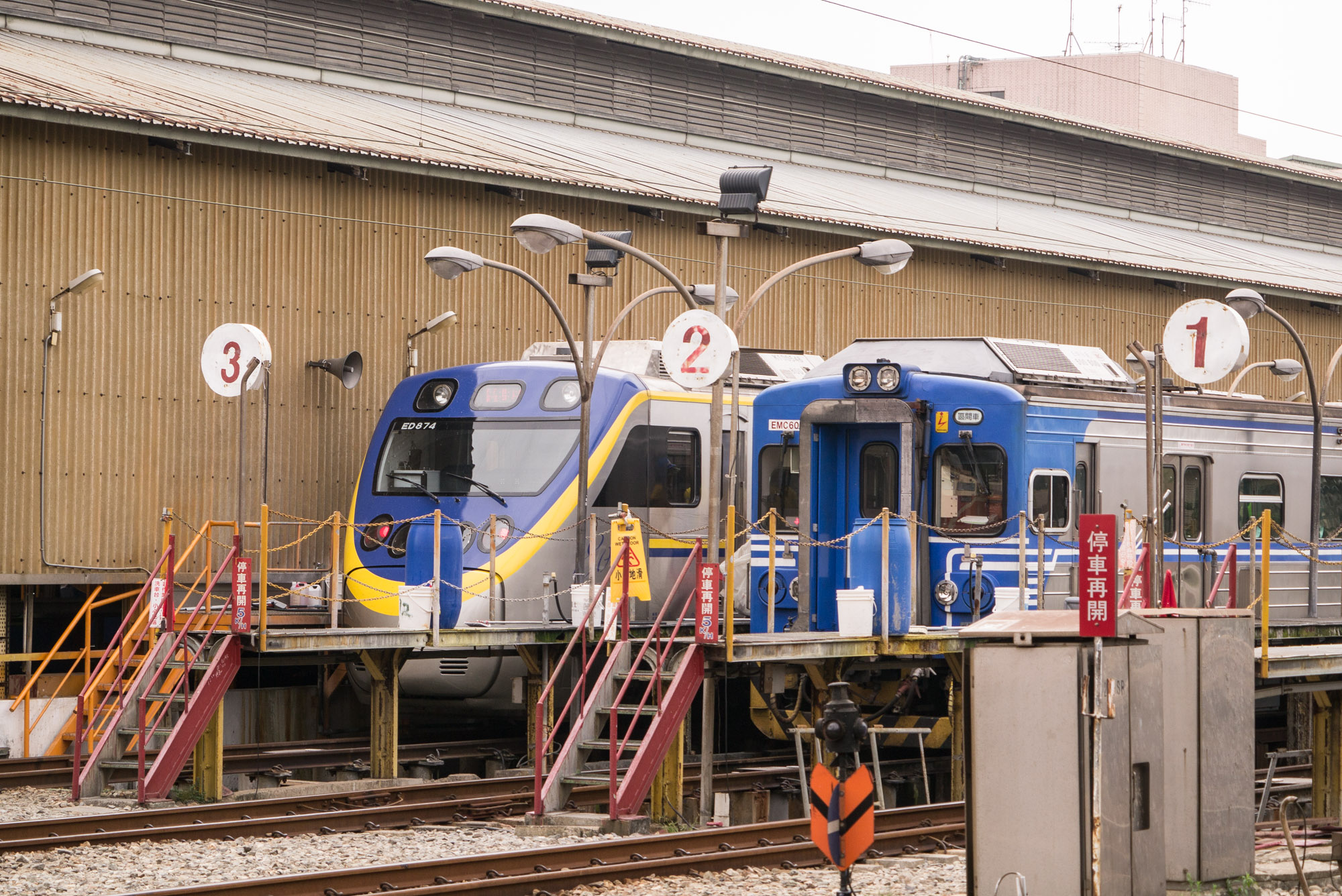
旧・新竹機務段、現・南新竹機務分駐所

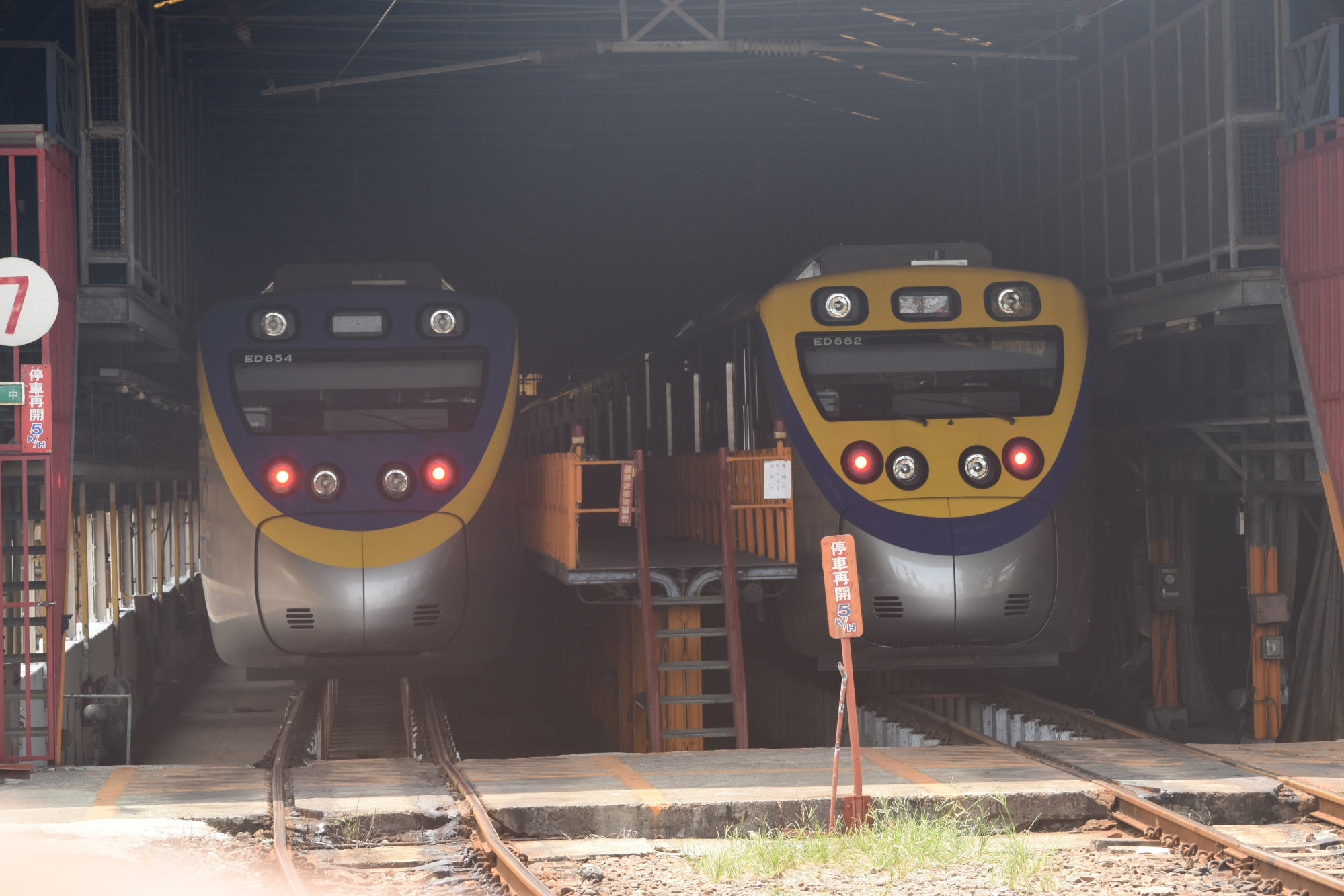
同上

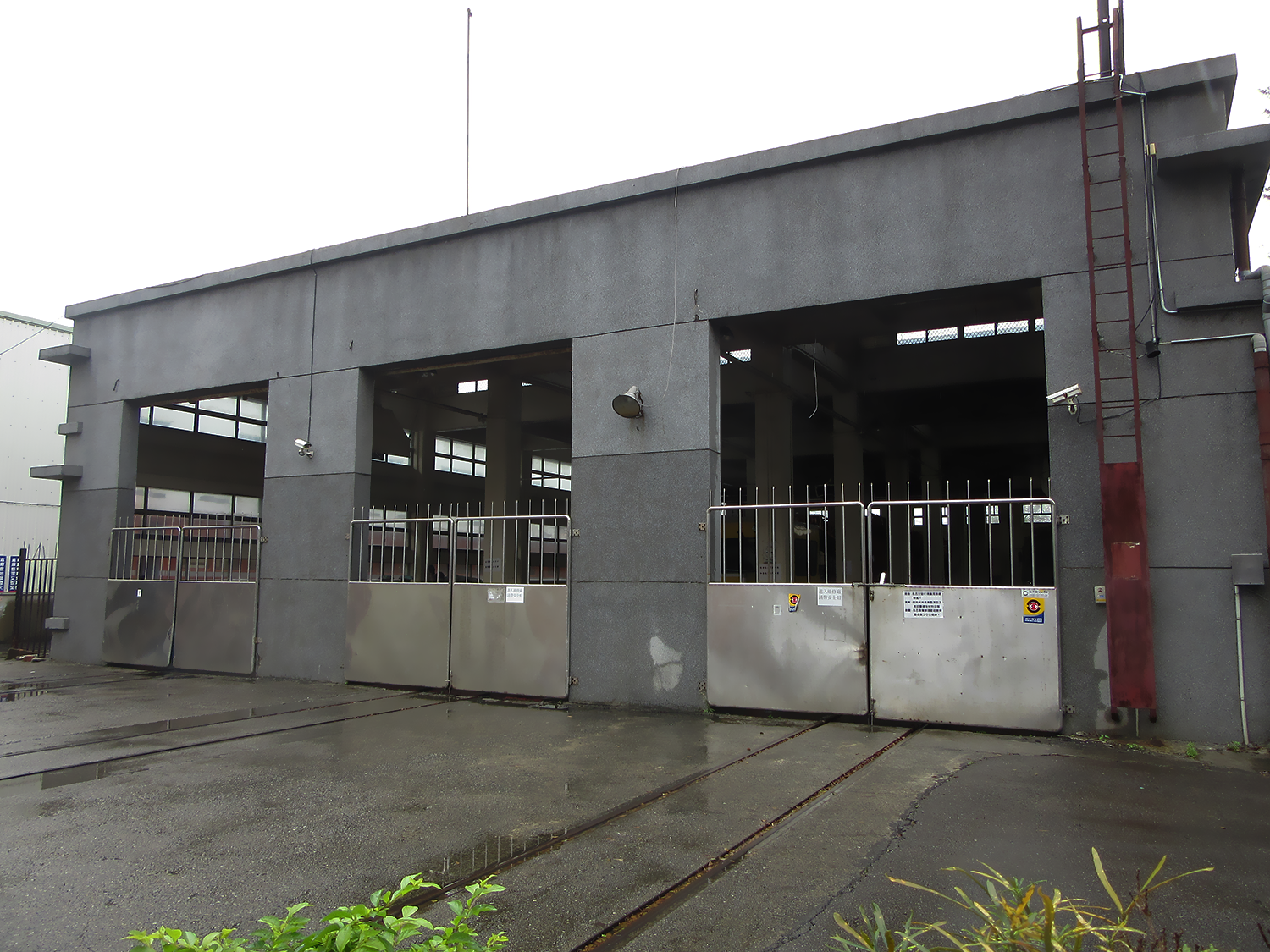
苗栗機務分駐所の電気機関車庫

- 新竹機務段 - 2018年から富岡車両基地に新竹機務段区として台北機廠とともに入居する。
- 南新竹機務分駐所 - 初代新竹機務段。縦貫線開業時から2018年まで新竹駅構内にあり、富岡移転後に格下げとなった。
- 苗栗機務分駐所 - 苗栗鉄道文物展示館を管理している[3]。

### 新竹検車段
1942年2月に新竹機関庫内の部署として車両検修業務を担当する新竹検車分所が発足(p882)。その後台北検車区新竹検車分区となり、戦後は新竹検車分所を経て1948年5月に新竹検車分段へ改組(p882)。
2004年7月の組織再編施行により新竹検車分段とともに新竹機務段に合併された。

## 沿革
新竹駅には元々戦前の台湾総督府鉄道時代から車両整備の拠点として機関庫があった(p881)。
1943年12月に交通局鉄道部運転課に属する『新竹機関庫』から鉄道部業務課および台北鉄道事務所傘下の『新竹機関区』となった(p881)。
戦後は台湾省鉄路管理委員会機務処および台北弁事処所属を経て(p881)、台湾鉄路管理局機務処新竹機務段となった(p881)。
構内にはかつて扇形機関庫があったが、通勤電車の導入に伴い撤去され、1990年に電車検修線となった(p873)。
2017年11月に泥酔した運転士が構内で脱線事故を起こしている。

### 富岡移転
2018年3月より移転業務に着手、4月9日に工具や設備の移動を行い、11日から代用行李車（荷物列車）としてEMU400型による専用列車（R20型機関車牽引）が27日まで運転された。
4月20日富岡に正式移転し、
新竹駅構内にあった元の機務段は南新竹機務分駐所に格下げとなった。

## 配属
以下の区間車用電車が配属されている。
- EMU400型電車12編成48両 (EMU401～EMU412） - 定期列車からは退役、富岡基地に留置されている。
- EMU600型電車5編成20両 (EMU601～EMU605)
- EMU700型電車40ユニット20編成160両（EMU701+EMU702～EMU739+EMU740)
- EMU800型電車14ユニット7編成56両（EMU881+882～891+892)
- EMU900形電車25編成250両 (EMU928～EMU952)
  - 宜蘭線（八堵～福隆）
  - 縱貫線北段
  - 山線
- 機関車緊急修理車両：（3台）
  - 30ES32402、35ECK21005、35ECK21006